# Martin Zlámalík
Martin Zlámalík (České Budějovice, 19 april 1982) is een Tsjechisch veldrijder die anno 2011 als elite zonder contract uitkomt voor Sunweb-Revor, en in het verleden één seizoen uitkwam voor Author en daarna reed voor Prodoli Racing Team en Volvo Auto Hase MTB Team.
In 2006 werd Zlámalík na deelname aan de Cyclocross Pilsen, positief bevonden op het verboden middel efedrine. Nadat ook de B-staal positief was werd Zlámalík door de Tsjechische bond voor zes maanden geschorst.

## Overwinningen
2001
- Cyclocross Tábor

2003
- Europees kampioen veldrijden, Beloften

2004
- Tsjechisch kampioen veldrijden, Beloften
- Cyclocross van Mladá Boleslav

2005
- Cyclocross van Holé Vrchy

2008
- Cyclocross van Mnichovo Hradiště
- Cyclocross Pilsen

2009
- Cyclocross van Hlinsko

2010
- 1e etappe Ronde van Klein-Polen